# Cercyonis meadii
Espèce
Cercyonis meadiiest une espèce de lépidoptères (papillons) de la sous-famille des Satyrinae (famille des Nymphalidae).

## Dénomination
L'espèce Cercyonis meadii a été décrite en 1872 par William Henry Edwards sous le protonyme Erebia meadii.
Synonymes : Erebia meadii Edwards, 1872.

### Noms vernaculaires
Il se nomme Red-eyed Wood Nymph ou Mead's Wood Nymph en anglais,.

### Sous-espèces
- Cercyonis meadii meadii
- Cercyonis meadii alamosa T. et J. Emmel, 1969 ;
- Cercyonis meadii melania Wind, 1946 ;
- Cercyonis meadii mexicana (Chermock, 1949)[1];

## Description
Il est de couleur marron cuivré avec aux antérieures une bande submarginale jaune orangé portant deux gros ocelles noirs pupillés de blanc et cernés de jaune dont un à l'apex alors que les postérieures sont marron avec de petits ocelles cernés d'orange. 
Le revers est marron terne marbré avec aux antérieures une large plage jaune orangé et les deux gros ocelles noirs pupillés de blanc et de discrets ocelles noirs pupillés de blanc cernés de marron aux postérieures.

## Biologie

### Période de vol et hivernation
C'est la chenille au premier stade qui hiverne.

### Plantes hôtes
Les plantes hôtes de ses chenilles seraient des Poaceae.

## Écologie et distribution
Il est présent dans l'ouest de l'Amérique du Nord, est du Montana et du Wyoming, ouest du Dakota du Nord, Colorado, Utah, Arizona, Nouveau-Mexique, ouest du Texas et Mexique,.

### Biotope
Il réside dans les bois de pins, les bois clairs.

### Protection
Pas de statut de protection particulier.